# Garcia de Noronha
Dom Garcia de Noronha (1479 – Cochin, 3 aprile 1540) è stato un esploratore e militare portoghese.
Fu un fidalgo portoghese, trisnipote del re del Portogallo Ferdinando I, che è stato il terzo viceré e il decimo governatore dell'India portoghese dal 1538 fino alla sua morte nel 1540.

## Biografia
Nel 1511 partì per la prima volta verso l'India, come capitano generale della flotta, al tempo in cui suo zio materno, Alfonso de Albuquerque, fu governatore dell'India Portoghese. Prese parte nelle conquiste di Goa, Ormuz e Calicut, fu capitano generale di Ormuz (di cui fece edificare la fortezza), negoziò la pace con il re di Calicut e ritornò in Portogallo nel 1516.
Fu consigliere dei re Manuele I e Giovanni III, e signore e alcaide-mor di Cartaxo. Nel 1534 comandò una squadra navale contro il re del Marocco e rimase come capitano generale di Safi. Nel 1537 fu nominato viceré dell'India e partì verso Goa con una flotta di dieci caravelle.
D. Garcia de Noronha morì a Cochim e fu sepolto nella Cattedrale di Santa Caterina a Goa, inumato in una cappella dell'abside, ove una splendida lapide nera con le arme dei Noronha riporta il seguente epitaffio:
(Epitaffio sulla lapide mortuaria di Garcia de Noronha nella cattedrale di Goa)
| Controllo di autorità | VIAF (EN) 172114778 · ISNI (EN) 0000 0001 2240 3255 · CERL cnp01969637 · LCCN (EN) no2011108112 · GND (DE) 1052799795 · BNE (ES) XX5309973 (data) |